# Regine Bracht
Regine Bracht (* 2. Juli 1959) ist eine ehemalige deutsche Volleyballspielerin.
Regine Bracht spielte in den 1970er und 1980er Jahren Volleyball beim Bundesligisten Hamburger SV und von 1980 bis 1981 auch in der Deutschen Volleyball-Nationalmannschaft.
Heute ist Regine Bracht Architektin in Hamburg.
| Personendaten    | Personendaten                |
| ---------------- | ---------------------------- |
| NAME             | Bracht, Regine               |
| KURZBESCHREIBUNG | deutsche Volleyballspielerin |
| GEBURTSDATUM     | 2. Juli 1959                 |